# Conrad Ier de Bourgogne
Pour les articles homonymes, voir Conrad.
Conrad Ier, aussi appelé « Conrad Le Vieux » (en allemand : Konrad der Ältere), né vers 800 et mort le 16 février 863 (?), est le fils du comte Welf Ier, ancêtre de l'ancienne maison Welf. Il fut comte dans l'Argengau et le Linzgau en Haute-Souabe, ainsi que comte de Paris jusqu'en 859 et fondateur de l'abbaye Saint-Germain d'Auxerre. Ancien proche de l'empereur Louis le Pieux, il s'était rangé du côté de Charles II le Chauve, roi de Francie occidentale, en 859 créant la ligne collatérale bourguignonne de la dynastie au comté d'Auxerre.

## Famille
Membre de la noblesse franque, Conrad l'Ancien est le fils du comte Welf Ier (mort vers 825), seigneur en Bavière, et de son épouse Heilwig (morte vers 833), de noblesse saxonne, ultérieurement abbesse de Chelles. Il est donc le frère de : 
- Judith de Bavière (morte en 843), épouse de l'empereur Louis le Pieux ;
- Emma de Bavière (morte en 876), épouse de Louis le Germanique, roi de Francie orientale ;
- Rodolphe Ier (mort en 866), comté de Ponthieu et de Sens, abbé laïc de Jumièges et de Saint-Riquier.

## Union et postérité
Avec son épouse Adélaïde (morte après 866), fille du comte Hugues de Tours, il eut les enfants suivants : 
- Welf II (mort avant 876), comte dans l'Argengau et le Linzgau ;
- Hugues l'Abbé (mort en 886), abbé de Saint-Germain d'Auxerre, de Noirmoutier, de Saint-Riquier, de Saint-Bertin et de Saint-Martin de Tours, ainsi que archevêque de Cologne de 864 à 870 ;
- Conrad II (mort avant 876), comte d'Auxerre, duc de Bourgogne ;
- Judith, épouse d'Udo de Neustrie ;
- Probablement Emma, épouse de Robert le Fort.